# Melkbus

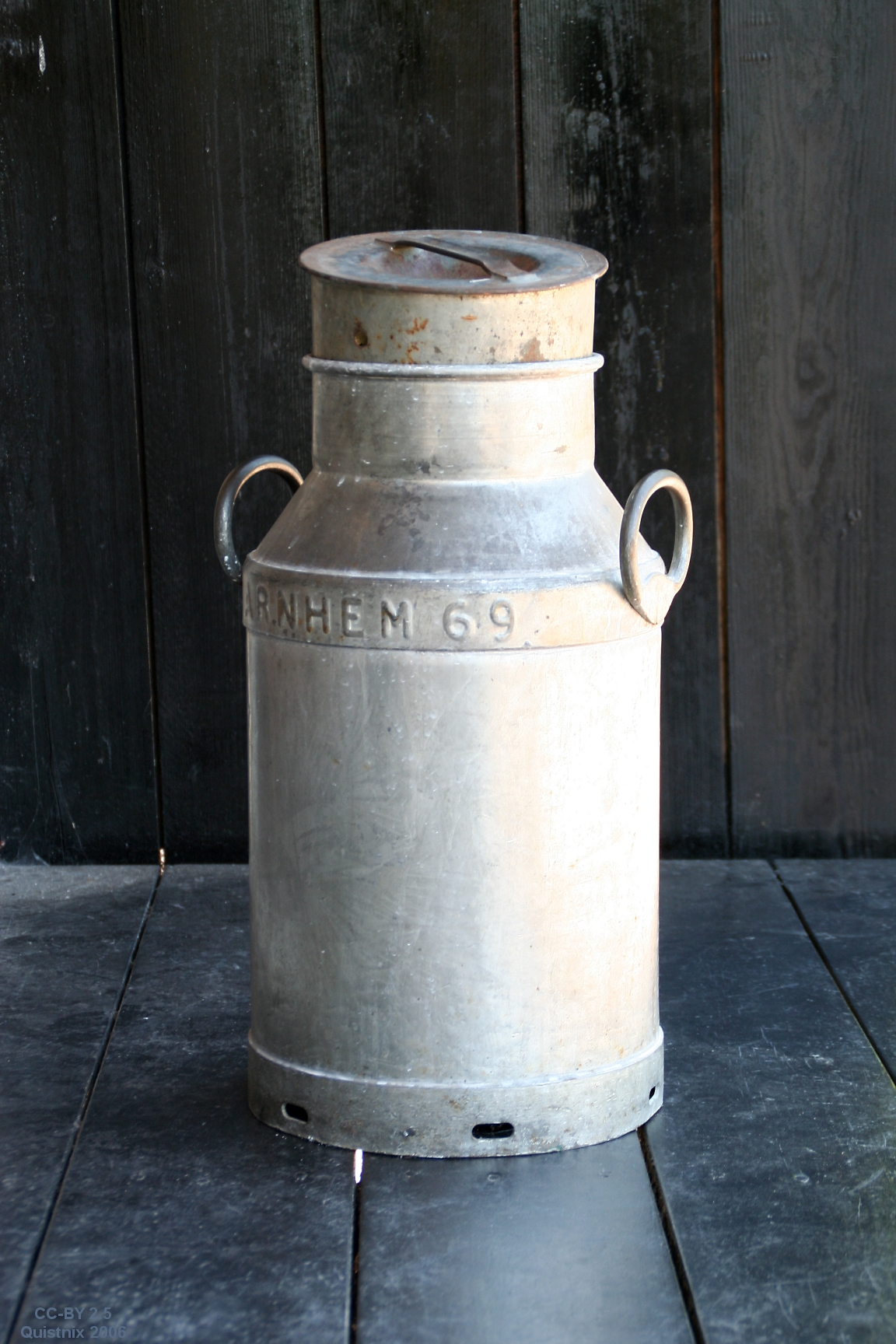
Melkbus

Een melkbus is een bus van 20, 30 of 40 liter die oorspronkelijk diende om verse melk in te bewaren en te vervoeren. Het was tot in de jaren zeventig een alledaags voorwerp op de boerderij. De meest voorkomende maat was 40 liter. Na de Tweede Wereldoorlog werden ijzeren melkbussen vervangen door aluminium bussen. Deze bussen hadden verschillende voordelen ten opzichte van hun voorgangers. Zo veroorzaakten de bussen tijdens het vervoer op platte wagens minder lawaai, hoefden er geen roestige bussen meer opgeschuurd te worden en waren bussen van aluminium lichter. Nadeel van de lichtere bus was dat ze van wagen afwaaiden en makkelijk omvielen als ze op de bussenband in de zuivelfabriek stonden. Een melkbus had altijd afgeronde naden, conform wettelijk voorschrift.
Wanneer de koeien gemolken werden, werd de melk via een teems (zeef) in de melkbus gegoten en daarin bewaard. De melkbussen werden aan de kant van de weg gezet. Daar stonden ze totdat ze door de melkrijder werden opgehaald om naar de zuivelfabriek te worden vervoerd.

De melkbussen werden tweemaal daags opgehaald in verband met de hygiëne van de verse melk, met uitzondering van de zondag. Het koelen van de bussen om verzuring te voorkomen was een probleem. Vaak werd door de boeren een rondgebogen koperen buis met gaatjes om de bovenkant van de bus gehangen waardoor water uit de kraan stroomde. Het stromende water over de melkbus zorgde voor enige verkoeling. Op warme dagen was de melk soms echter al verzuurd bij aankomst in de fabriek.
In de melkfabriek werden de meest uiteenlopende ongerechtigheden in de volle bussen aangetroffen. Zo verdronk er wel eens een 'snoepende' kat in de melk of werd een in de lege melkbus afgeleverd vakblad niet verwijderd.
Melkbussen zijn tegenwoordig voornamelijk sierobject. Ook worden ze nog gebruikt bij het carbidschieten.
In 1962 werden het eerste onderzoeken gedaan naar het bewaren van melk in een gekoelde melktank. In 1973 melkt een kwart van de Nederlandse melkveehouders in zo'n melktank.

## Monument
In de gemeente Staphorst is in 2001 een melkbusmonument opgericht. Dit melkbusmonument staat in het dorp Rouveen, waar ook de zuivelfabriek 'Rouveen Kaasspecialiteiten' staat. Deze zuivelfabriek is de laatste geweest, die nog melk verwerkte die met een melkbus werd getransporteerd van veehouderij naar zuivelfabriek. In de oudejaarsnacht van het jaar 1998 op het jaar 1999 werd door de vriendengroep 'Met Man en Macht' als oudjaarsstunt een hoge melkbus op het dak van de fabriek gezet. Daarmee werd de aandacht gevestigd op dit historische feit dat in 1999 de laatste melkbusrit zou worden gestaakt. Twee personen uit die vriendengroep hebben zich er daarna namens de vriendengroep voor ingespannen om daadwerkelijk een melkbusmonument op te richten. Die actie is uiteindelijk volledig gesponsord door Rouveen Kaasspecialiteiten.

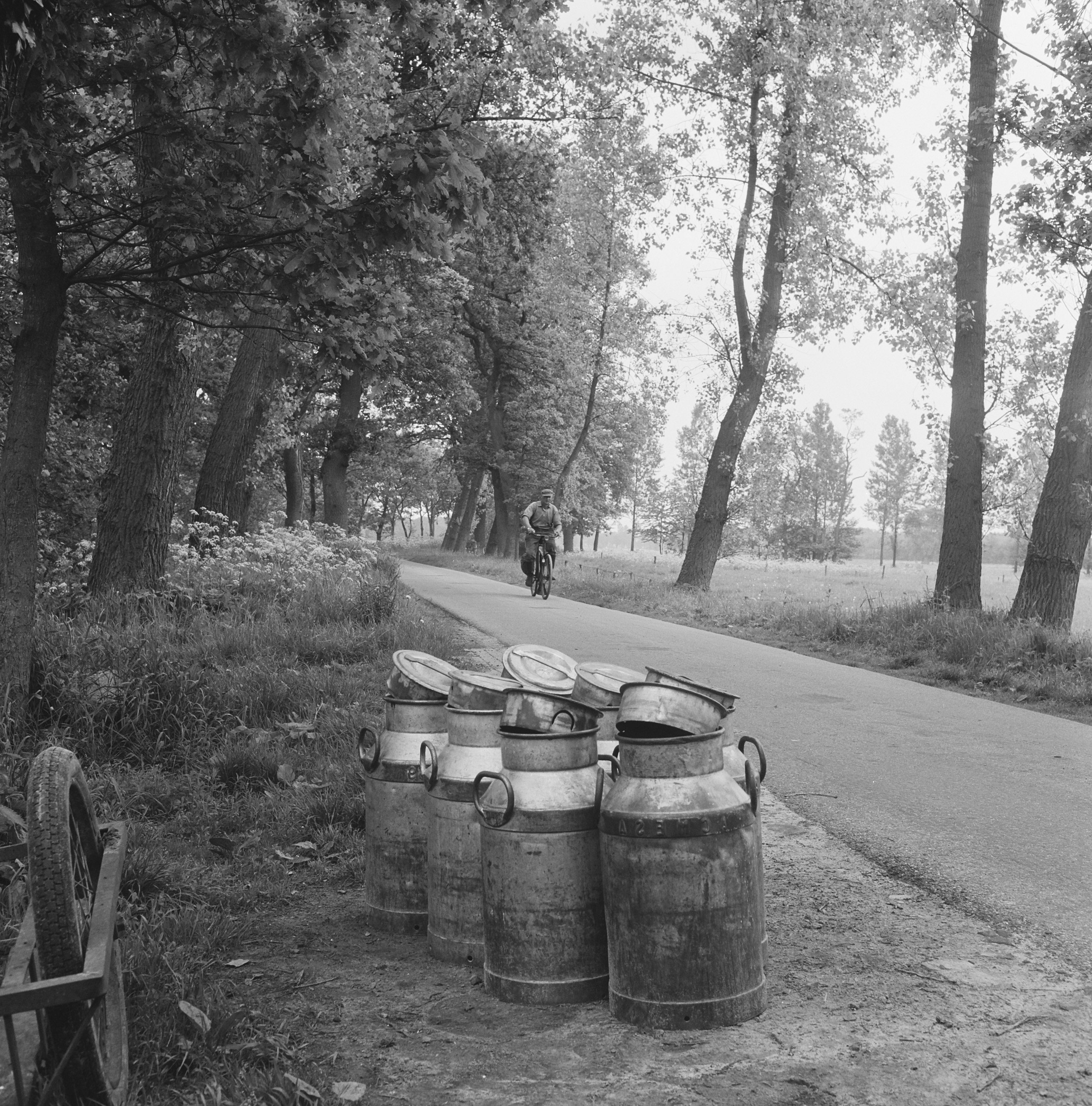
Melkbussen zijn geleegd
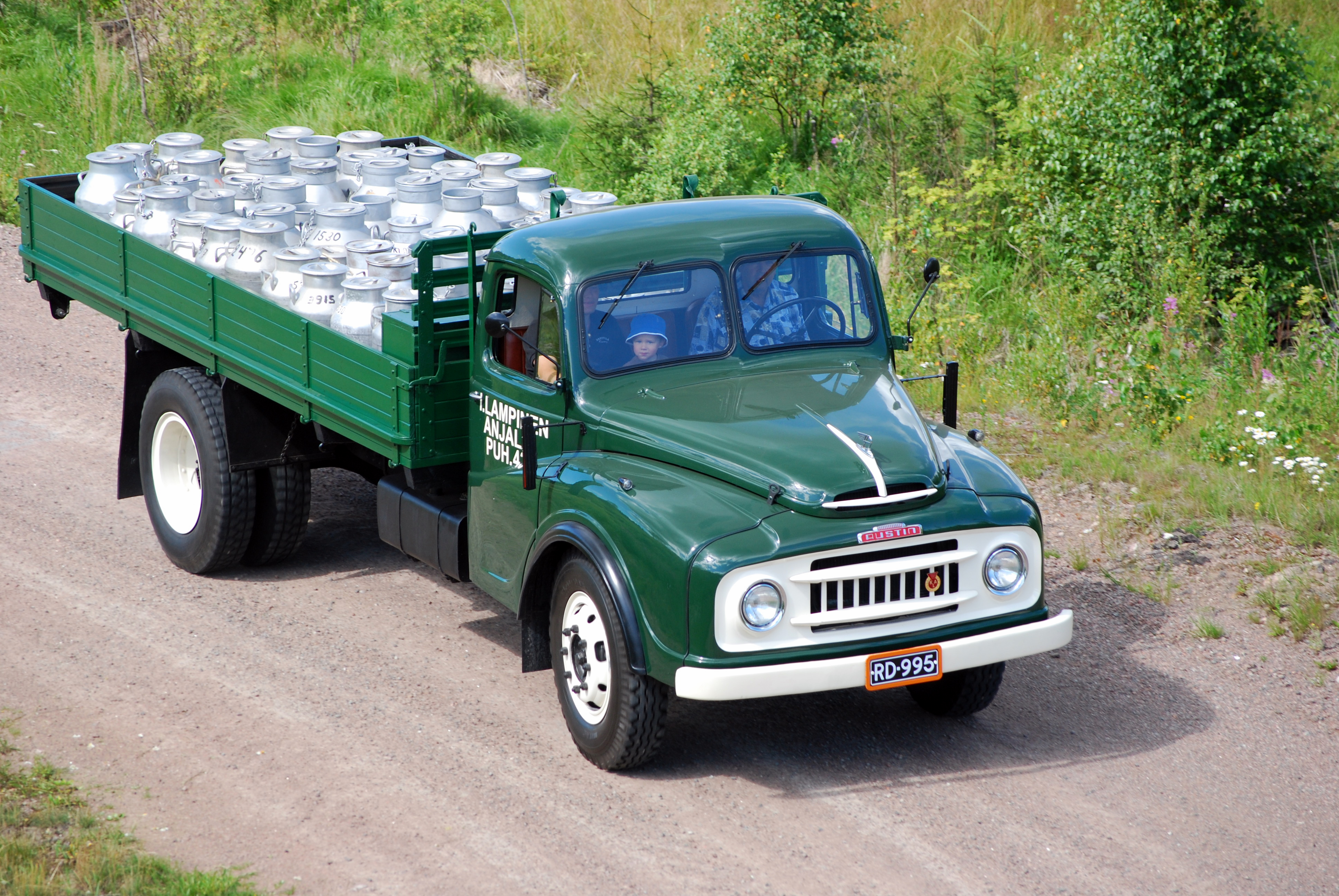
Transport van melkbussen naar de melkfabriek
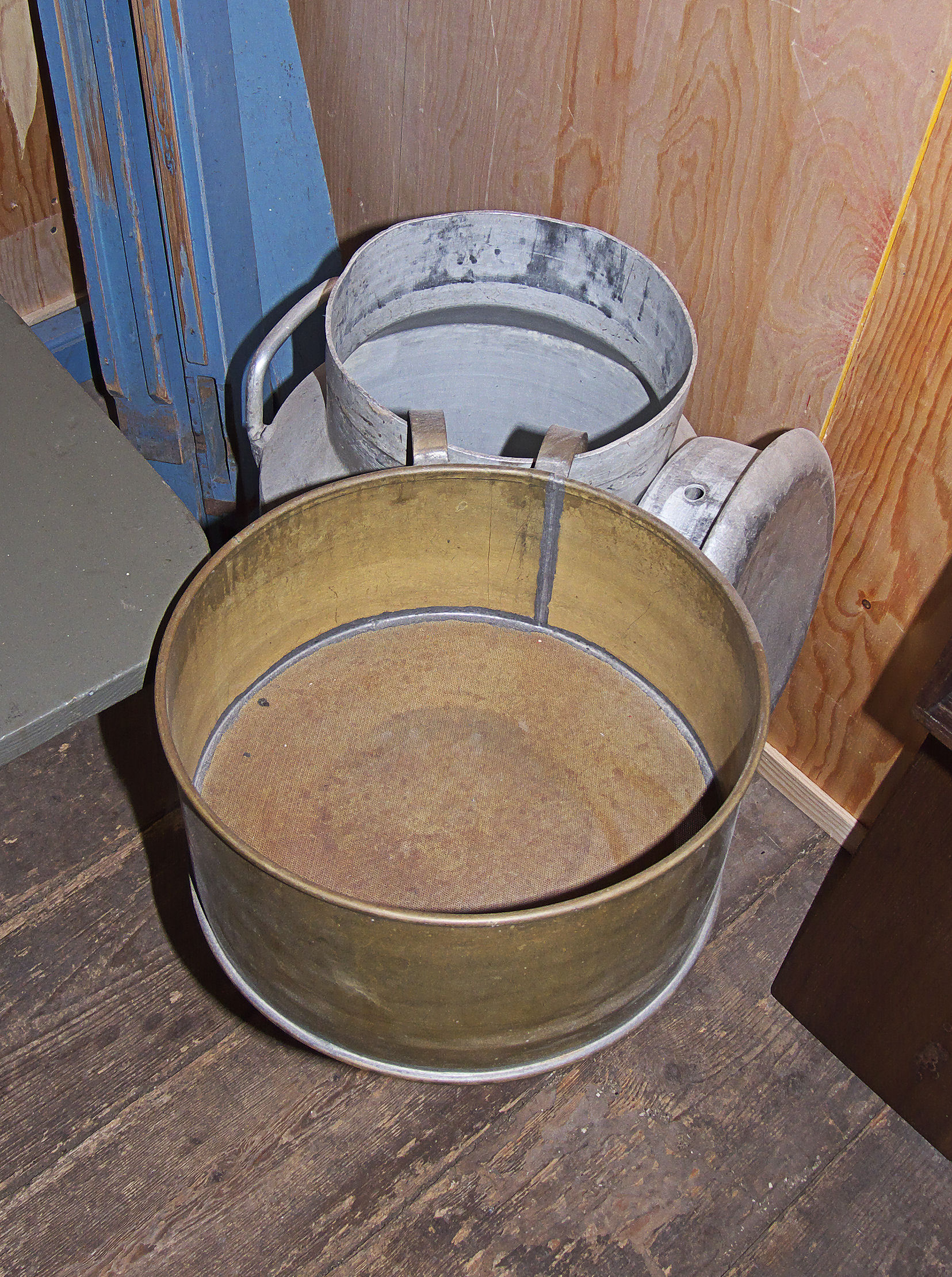
Melkbus met teems
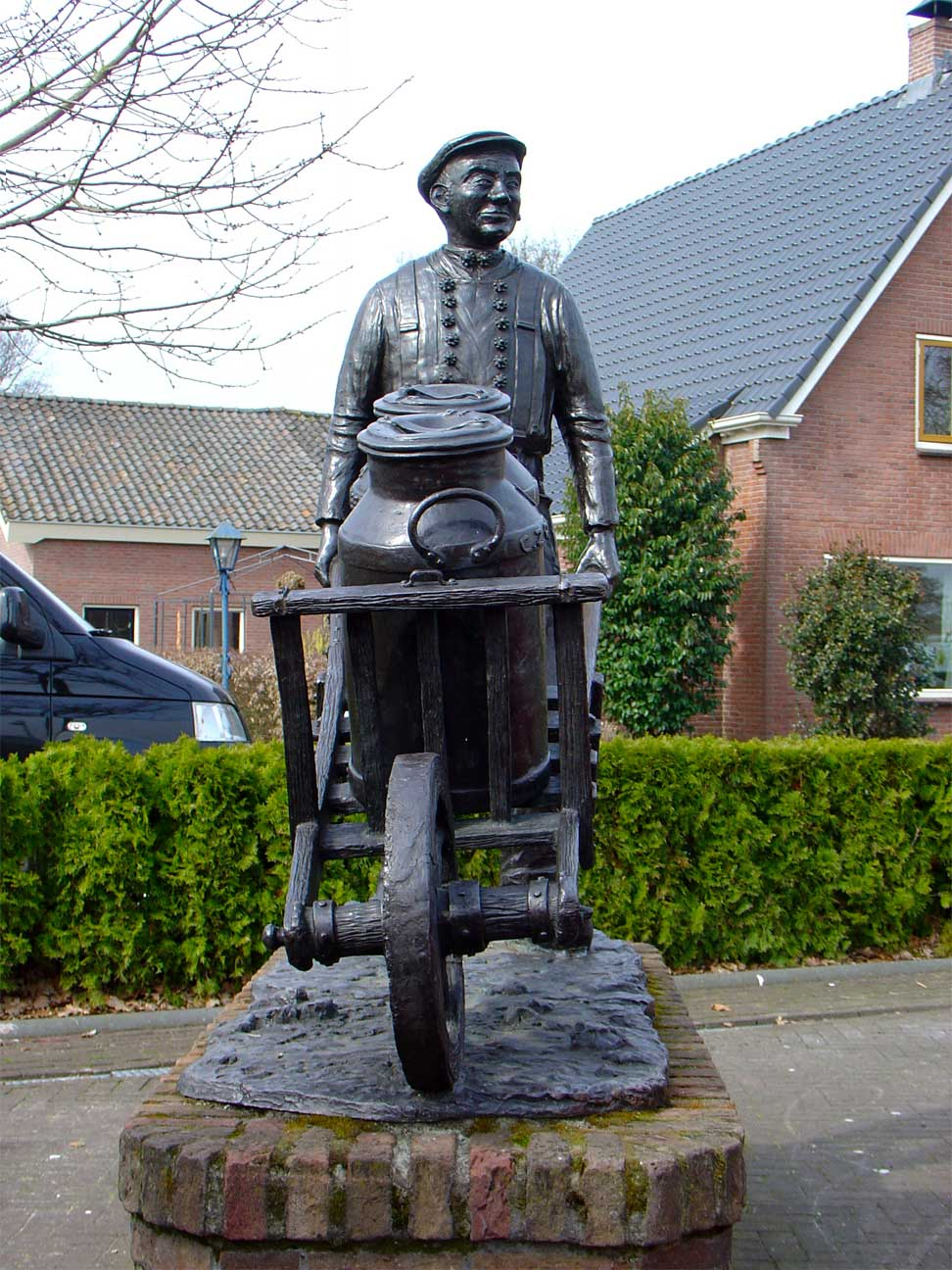
De laatste melkbus van E. van Heck